# Уве Тим
Уве Тим (на немски: Uwe Timm) е германски писател, поет, и есеист роден на 30 март 1940 г. в Хамбург.

## Биография и творчество
Роден е на 30 март 1940 г. в Хамбург в семейството на кожухар. Самият той изучава кожухарския занаят, но изоставя тази професия, записва се в Брауншвайгския колеж и на двадесет и три години полага матура. После става студент по германистика в Мюнхен, получава стипендия за парижката Сорбона и там изучава философия. В Париж Уве Тим се сблъсква със студентските революционни вълнения и добива първите си политически и литературни впечатления. Във Франция от 1968 година започва да чете трудовете на Маркс, запознава се със съчиненията на Херберт Маркузе и Теодор Адорно, увлича се от идеите на Франкфуртската школа и на философа Юрген Хабермас.
Още като студент Уве Тим пише стихове – изящни сонети в стила на Гьоте. Но в Париж и след завръщането си в Мюнхен той се посвещава на политическа дейност и започва да съставя агитационни текстове за целите на уличната пропаганда. Става член на групата „Ляволитературен Хамбург“ и през 1969 година участва в колективната антология „Агитпроп. Лирика. Тези. Отчети“. Там Уве Тим отбелязва: „И най-доброто агитпроп-стихотворение винаги е по-лошо от камъка срещу шлема на биещия полицай, плесницата за нацисткия канцлер Кизингер, завземането на един завод или институт“. В статията си „Значението на агитпроп-лириката в борбата срещу капитализма или дребният добитък също цапа“ Тим изразява възгледа, че „метафорите и образите, които конструират един поетичен свят, трябва да бъдат унищожени, понеже само възпроизвеждат една действителност, която политическото стихотворение желае да промени“.
Уве Тим посвещава усилията си на площадния политически театър, който по подобие на агитпроп-представленията от края на двадесетте години на XX век трябва да допринесе за политическото ограмотяване на населението. Тогава заедно с Роман Ритер написва пиесата „Агитпроп-драма против технократския висшеобразователен модел“. А в „Мюнхенски театрален колектив“ се поставя пиесата му „Степната свиня или годините на учение не са години на властване“.
През 1971 година Уве Тим защитава докторска дисертация на тема „Проблемът за абсурдността у Албер Камю“ и публикува стихосбирката „Възражения“. В послеслова към нея отбелязва: „Който се разпорежда с езика, може тенденциозно да се разпорежда и с действителността. Тук, във Федералната република, политическата власт се разкрива в отношенията – не само в правото на разпореждане със средствата за производство, с машините и с хората, но и в правото на разпореждане с езика. Господстващата класа господства и над езика.“ Според Уве Тим задачата на поета е да разпръсне „фалшивия ореол“ на езиковите конструкции и понятия и да изкара наяве тяхното истинско значение. Целта е да се спомогне за усъвършенстването на всички човешки сетива, за развитието на „тоталния човек“, за реализирането на неговите заложби и способности. В това поетът вижда целите и предназначението на литературата.
В устрема на младежкия протест Уве Тим публикува първия си роман „Горещо лято“ – книга с автобиографичен характер, която разглежда времето на студентските вълнения във Федералната република през годините 1967/1968. Главният герой е дребнобуржоазен интелектуалец, който търси трайна позиция в живота, преминава през университета и дейността в Социалистическия студентски съюз, пребивава в една анархистична комуна. Накрая намира пътя към себе си и действителността като работник в една фабрика. Чувства се солидарен с трудовите хора и продължава следването си, за да стане учител и с това да допринесе за общественото придвижване „по дългия път към революцията“.
Този първи роман на Уве Тим е характерен за младежкото направление в литературата на ФРГ, което се стреми да обхване критично социалната действителност, за да предизвика промени. След публикуването на книгата Уве Тим дава интервю пред студентското ляво списание „Роте блетер“ и там обяснява какво въздействие очаква от романа си: „Аполитичният писател трябва да се политизира и неорганизираният да се организира. Естествено, литературата никога не може да стори това сама. Във всеки случай тя може да подпомогне един такъв процес. И това вече би било много.“ А в статия, публикувана в „Щутгартер цайтунг“, Уве Тим изразява мнението, че „реалистичната литература влага своята специфична (естетическа) част в издирването на социалната истина, като при това тя не е просто отражение на действителността, някакъв неин огледален образ, а се превръща в двигателен инструмент.“
Романът „Горещо лято“ е приет с противоречиви оценки от критиката. Официалните издания предпочитат да го причислят към образците на тривиалната литература. Въпреки това книгата претърпява няколко издания – смятат я за едно от малкото литературни свидетелства за студентските вълнения от 1968 г. Този успех дава възможност на писателя да се заеме с по-амбициозно начинание.
Няколко години Уве Тим работи над обемистия си роман „Моренга“, който излиза през 1978 година. Книгата е изградена от исторически факти и поетическо въображение и спада към така наречените романи „факция“. Уве Тим описва въстанията на хотентотите при завладяването на днешна Намибия от немските колониални войски.
В следващия си роман „Бягството на Кербел“ (1980) Уве Тим се връща към темата на „Горещо лято“. Тук той описва съдбата на активистите в студентското движение от 1968 година, тяхната обществена изолация и чувството им за обезвереност поради липсата на политическа перспектива за дейността им. Романът е построен като монтаж от бележките в личния дневник на героя, откъси от негови писма и коментара му към тях. С темата си този роман е характерен за основната тенденция в литературни процес във ФРГ от края на седемдесетте години на XX век, когато писатели като Бьол, Елснер, Дегенхарт разглеждат кризата на личността в условията на съвременното индустриално общество.
През 1986 г. Уве Тим публикува романа си „Змийското дърво“. Действието на творбата отново се развива в далечна и екзотична страна. Този път това е една от държавите в Южна Америка, управлявана от военна хунта. Главният герой е специалист по надземно и подземно строителство от Хамбург. Той приема предложението на своята фирма да поеме изграждането на хартиена фабрика отвъд океана. Неговият предшественик не се е справил със задачата поради тежкия климат и психически проблеми. Вагнер – героят на Тим – се отправя към новото си работно място, но още докато слиза от самолета и урежда формалностите на митницата, осъзнава, че с това предложение нещо не е наред. Той се сблъсква с условията на работа в една изостанала страна, където владее корупция и партизанска война. Работниците на строежа са предимно боливийци, понеже на тях се плаща по-малко, отколкото на местните жители. Вагнер се запознава с успешно проспериращите свои колеги, за да установи, че всъщност идването му тук представлява бягство от професионалния застой, от неуспешния му брак, от загубата на увереност и самоуважение. Строежът на хартиената фабрика се извърша с недоброкачествени материали, навред се ширят кражби и измами, дори инженерите присвояват едно или друго от повереното им фирмено имущество.
Героят на Уве Тим се опитва да се справи с положението, но неговата взискателност и принципност му създават врагове и сред приближените му. Постепенно го обзема безсилие и чувство за пропадане на всякакви надежди. Така в изнурителна борба с климата и абсурдните строителни условия минава по-голямата част от времето му. Започва дъждовният период, обектът се оказва залят от водата и с това начинанието на инженер Вагнер се проваля. Като мото към романа Уве Тим е поставил думите на Дени Дидро, написани върху стената на затворническата му килия: „Нашите неуспешни усилия спадат към всеобщия ред така, както и успешните.“
В този роман Уве Тим продължава да реализира своите естетически възгледи и дава плът на схващанията си за ролята на литературата в съвременния свят. Книгата му е образец на „работнически роман“, написан вещо и увлекателно. Героят му претърпява вътрешно развитие, преминава през процес на „себевъзпитание“, в който Уве Тим въвлича и читателя. Въпреки определената тезисност на произведението, то задоволява високи художествени изисквания. Диалогът е майсторски конструиран, повествованието протича убедително, образите са живо очертани.
В началото на 90-те години Уве Тим има голям успех с новелата си „Как се появи наденичката с къри“ (1993), която е преведена на повече от 20 езика, включително и на български. (Новелата е екранизирана през 2008 г.)
През 2003 г. излиза автобиотграфичната творба на Уве Тим „Например брат ми“, която предизвиква всеобща дискусия за немската култура на спомените и националсоциализма.
Значителен читателски отзвук има новелата „Приятелят и чужденеца“ (2005), в която Уве Тим описва историята на приятелството си със застреляния студентски демонстрант Бено Онезорг. А с романа си „Пасище за птици“ (1913) Уве Тим се нарежда в списъка на големите немски награди за литература.
Произведения на Уве Тим са преведени на български, датски, английски, френски, италиански, нидерландски, норвежки, полски, руски, испански, чешки, украински и унгарски.

### Поезия
- 1971: Widersprüche, Gedichte und ein Essay
- 1977: Wolfenbütteler Straße 53, Zeit-Gedichte.

### Проза
- 1974: Heißer Sommer, Roman
- 1978: Morenga, Roman
- 1980: Kerbels Flucht, Roman
- 1981: Die Zugmaus, Kinderbuch mit Zeichnungen von Tatjana Hauptmann
- 1983: Die Piratenamsel, Kinderbuch mit Zeichnungen von Gunnar Matysiak
- 1984: Der Mann auf dem Hochrad, Legende
- 1984: Kerbels Flucht, Roman
- 1986: Der Schlangenbaum, Roman
- 1989: Rennschwein Rudi Rüssel, Kinderbuch mit Zeichnungen von Gunnar Matysiak
- 1989: Vogel, friss die Feige nicht, Römische Aufzeichnungen
- 1991: Kopfjäger. Bericht aus dem Innern des Landes, Roman
- 1993: Die Entdeckung der Currywurst, Novelle
Как се появи наденичката с къри, изд.: Атлантис КЛ, София (2012), прев. Ива Иванова
- 1995: Der Schatz auf Pagensand, Jugendbuch
- 1996: Johannisnacht, Roman
- 1999: Nicht morgen, nicht gestern, Erzählungen
- 2001: Rot, Roman
- 2003: Am Beispiel meines Bruders, Erzählung
Например брат ми, изд.: Атлантис КЛ, София (2004), прев. Любомир Илиев
- 2003: Die Zugmaus, Kinderbuch
- 2005: Der Freund und der Fremde, Erzählung
- 2008: Halbschatten, Roman über Marga von Etzdorf
- 2011: Freitisch, Novelle
- 2013: Vogelweide, Roman
- 2017: Ikarien, Roman

### Есеистика
- 1971: Das Problem der Absurdität bei Albert Camus, Dissertation
- 1993: Erzählen und kein Ende. Versuche zu einer Ästhetik des Alltags
- 2009: Von Anfang und Ende. Über die Lesbarkeit der Welt
- 2015: Montaignes Turm, Essays

## Награди и отличия
- 1979: „Берлинска литературна награда“ (поощрение)
- 1988: New-York-Stipendium des Deutschen Literaturfonds
- 1989: „Мюнхенска литературна награда“
- 1990: „Немска награда за детско-юношеска литература“, für Rennschwein Rudi Rüssel
- 1996: Bayerischer Filmpreis (Kinderfilmpreis), für Rennschwein Rudi Rüssel
- 2001: „Награда Тукан“, für Rot
- 2001: „Голямата литературна награда на Баварската академия за изящни изкуства“
- 2002: „Мюнхенска литературна награда“
- 2002/03: Stadtschreiber von Bergen-Enkheim
- 2003: „Награда Шубарт“
- 2003: „Награда Ерик Регер“
- 2006: „Награда Якоб Васерман“
- 2006: Premio Napoli, für Rot
- 2006: Premio Mondello der Stadt Palermo, für Rot
- 2009: „Награда Хайнрих Бьол“
- 2009: Heinrich-Heine-Gastdozentur
- 2012: Carl-Zuckmayer-Medaille
- 2013: „Мюнхенска почетна културна награда“
- 2016: Ehrenplakette der Freien Akademie der Künste in Hamburg
- 2018: „Награда Шилер“ на град Манхайм